# Laurence Sémonin
 (mars 2024).
Laurence Sémonin ou Lola Sémonin, née le 8 avril 1951 à Morteau dans le Haut-Doubs en Franche-Comté, est une comédienne auteure, interprète, metteur en scène, et écrivain française, populaire pour son personnage franc-comtois de spectacle solo la Madeleine Proust.

## Biographie

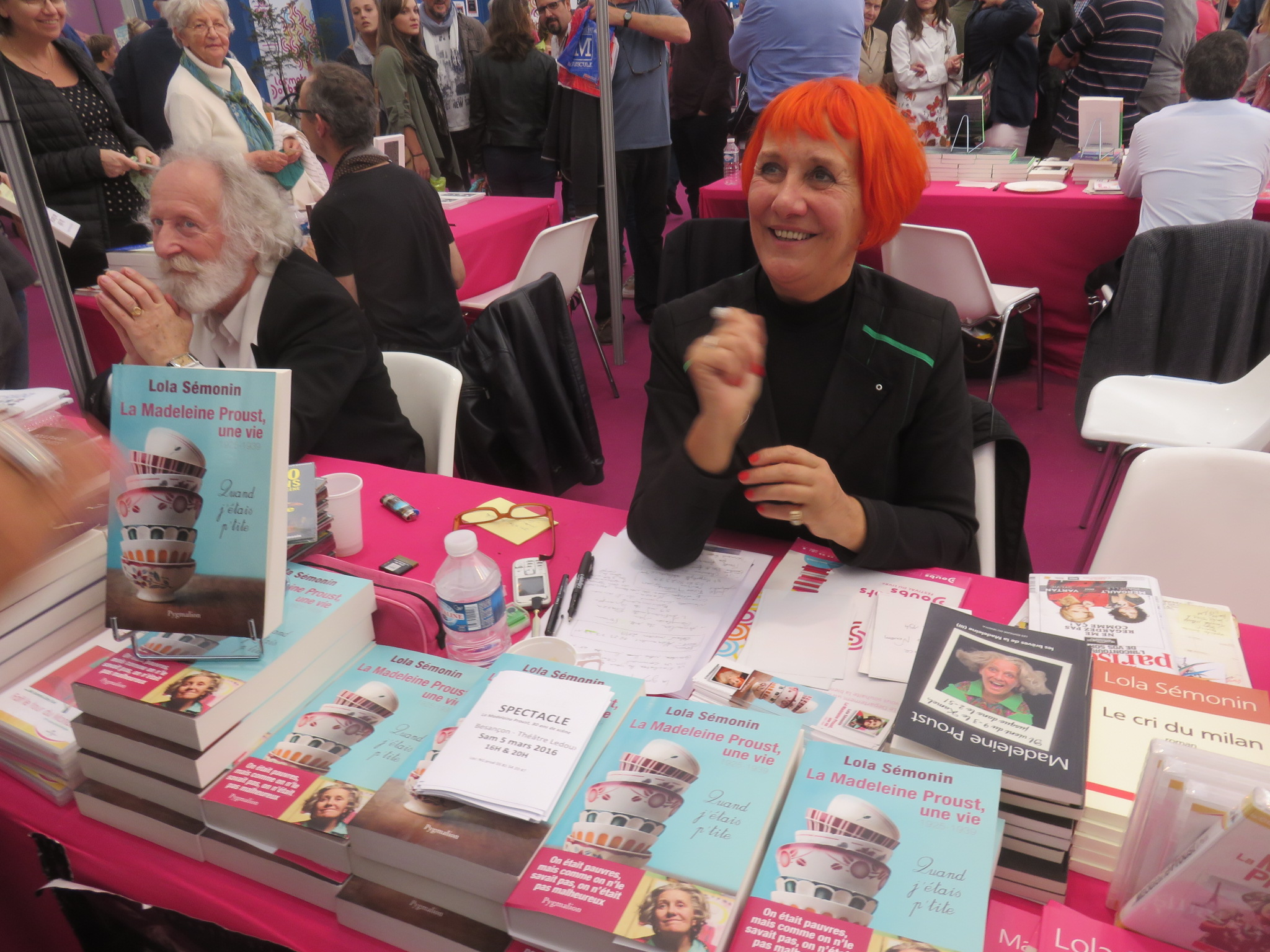
Au salon du livre Les Mots Doubs de Besançon en 2015

D'abord institutrice adepte de la pédagogie Freinet, elle s'oriente vers le théâtre grâce à son compagnon Gérard Bôle du Chaumont qui l'entraîne au conservatoire de Besançon où elle reçoit le premier prix en 1982. Elle veut donner la parole à un monde oublié: Le monde paysan. Pendant deux ans, elle fait un  travail d'ethnologue, de sociologue en les rencontrant, les questionnant et crée un personnage, une paysanne de Franche-Comté,  que Gérard baptise la Madeleine Proust.  Ensemble, ils font la mise en scène du premier spectacle la Madeleine Proust en forme, un monologue plein de verve et de poésie qui ouvre la mémoire du spectateur. Ce personnage, avec son accent du Haut-Doubs et un franc-parler cocasse, décalé, humoristique, est avant tout universel.[réf. souhaitée]
Son succès est d'abord régional, puis national. En 1982, le journaliste Pierre Bonte la fait découvrir au grand public lors d'une émission du matin sur Europe 1. Fin 1983, elle est invitée dans l'émission mythique de Michel Drucker: Champs-Élysées. Au cours de 5 spectacles, elle incarne son personnage sur de nombreuses scènes de nombreuses tournées nationales et internationales, entre 1985 et 2018 où elle fait ses adieux à la scène (pour se consacrer à l'écriture), dont le Palais des glaces (Paris), le Théâtre du Gymnase, le Théâtre Rive Gauche, Théâtre de la Gaîté-Montparnasse, le TLP-Déjazet, l'Olympia (Paris), et à la télévision...[réf. souhaitée]
Elle est nommée au Molière de la révélation théâtrale en 1988, puis au Molière du spectacle comique en 1991  et Molière du seul en scène en 1996 .
Après 5 spectacles avec son personnage mythique, elle fait ses adieux à la scène en 2018. Tournée qui se termine à l'Olympia et à Morteau où tout avait commencé en 1982.
En 2000, elle publie Chez JC Lattès Le Cri du milan : Prix Louis Pergaud.
En 2011, à la demande de Flammarion de faire de cette Madeleine Proust un personnage romanesque, elle commence une tétralogie qui va s'étaler sur 10 ans, avec pour titre La Madeleine Proust, une vie. Cette saga littéraire comporte donc 4 tomes de 450 pages dont deux édités chez Pygmalion : la Madeleine Proust, une vie -2013 Tome 1 : Quand j'était petite - 2015 Tome 2 : Ma drôle de guerre. Et deux autres aux Presses de la cité : en 2021 Tome 3 , Sous la botte  - En 2022 Tome 4 : Libération  - Prix André Besson - Prix Jules Renard
En 2023, publication du roman jeunesse : Aurore et Samir - Editions le Citron bleu -où elle traite à nouveau, comme dans le spectacle Haut-Débit, le choc de classes et de culture. 
Elle transmet son personnage à la comédienne Corinne Lordier. Elle écrit un nouveau texte qui se passe au temps du confinement, fait la mise en scène et confie l'organisation de la tournée à NG productions de Besançon. 

### Chronologie
[réf. souhaitée]

## La Madeleine Proust
En 1981, Lola Sémonin fait un véritable travail d'ethnologue en se consacrant à interroger une cinquantaine de femmes, paysannes. (La plupart de ces témoignages seront diffusés sur France Bleu en 1986, lors d'une émission : Le temps retrouvé.) 
En 1982, elle crée ce personnage, dont le nom, trouvé par son compagnon Gérard Bôle du Chaumont, est repris de la célèbre madeleine de Proust (de l'œuvre Du côté de chez Swann, première série de romans de la série biographique À la recherche du temps perdu de Marcel Proust). Elle obtient le premier prix du Conservatoire national supérieur d'art dramatique[réf. nécessaire].
Son personnage de « la » Madeleine Proust est une paysanne franc-comtoise, veuve, née Bobillier (patronyme très courant dans la région) en avril 1923 ,, du village imaginaire de Derrière-Les Gras, près de Morteau dans le Haut-Doubs et près de la frontière suisse. Elle construit son spectacle en se basant sur la culture populaire du Haut-Doubs, puis de la France, et au-delà . Le texte de son premier spectacle est constitué uniquement des expressions et des thèmes qu'elle a entendus autour d'elle ou dans la rue à Morteau et dans les environs durant l'année de son élaboration. Ce premier spectacle constitue ainsi une sorte d'étude anthropologique, au-delà de l'aspect humoristique.
Les spectacles de Lola révèlent progressivement que la Madeleine est la fille d'Abel Bobillier, qu'elle épouse André Proust, né en 1920 et originaire de Frazé (Eure-et-Loir), qu'elle rencontre en tant que militaire qui fuit le nazisme durant la Seconde Guerre mondiale. Il laisse sa femme veuve sans enfant à 51 ans des suites d'une maladie rénale. Elle a au moins une sœur, « la Paulette ». Dans sa fresque littéraire, Lola invente une vie depuis la naissance à son personnage et à ceux dont elle parle dans ses spectacles : Ricet, Paulette, Simone, etc.
D'abord centré sur la vie franc-comtoise du Haut-Doubs, le cadre des spectacles s'élargit vers Paris, la France et vers le monde à l'occasion de ses voyages et rencontres. Ce personnage haut en couleur, plein de bon sens, est universel.
" La Madeleine Proust, c'est une partie de moi, héritée de la femme archaïque, la femme ancienne, la mère, la femme mise au second rang par la société des hommes, mais aussi la femme forte, faiseuse de l'histoire, tremplin de l'homme, femme courageuse, travailleuse, donnant la vie entre la traite et la soupe. En jouant la Madeleine Proust, j'ai redonné aux gens ce qu'ils m'avaient offert de leur mémoire, de leur vie. " Lola Sémonin

## Spectacles et DVD
- 1982 : La Madeleine Proust en forme
- 1987 : La Madeleine Proust à Paris
- 2003 : La Madeleine Proust fait le tour de monde
- 2008 : La Madeleine Proust, Création 2008
- 2010 : La Madeleine Proust, Haut-débit
- 2013 : La Madeleine Proust, 30 ans de scène
- 2018 : La Madeleine Proust, Adieux à la scène, 35 ans de scène
- 2023 : Elle transmet le rôle de la Madeleine à la comédienne Corinne Lordier dans un spectacle qu'elle écrit et met en scène: La Madeleine passe le relai (Spectacle qui se passe au temps du confinement)

## Publications
- 1983 : La Madeleine Proust en forme, Théâtre, éditions Cêtre  (ISBN 978-2901040361)
- 1990 : La Madeleine Proust, Flammarion  (ISBN 978-2080664938)
- 2000 : Le Cri du milan, éditions JC Lattès - Sékoya, Prix Louis-Pergaud 2000  (ISBN 978-2709621663)
- 2009 : Les Brèves de la Madeleine, tome II
- 2010 : Les Brèves de la Madeleine, tome III
- 2013 : La Madeleine Proust, une vie, quand j'étais p'tite, Flammarion
- 2015 : La Madeleine Proust, une vie, Ma drôle de guerre 1939-1940. Flammarion
- 2021 : Roman  La Madeleine Proust, une vie – Tome  3 - Ma drôle de guerre - Eds Les presses de la cité
- 2022 : Roman La Madeleine Proust, une vie – Tome  4 - Libération Eds Les presses de la cité (Prix André Besson - Prix Jules Renard)
- 2022 : Les Brèves de la Madeleine - Eds Sékoya
- 2023 : Roman Aurore et Samir - Eds Le Citron Bleu

## Musique
- Le Deux Cinq, CD 2 titres, parodie de rap franc-comtois d'Aldebert avec la complicité de la Madeleine Proust.
- Le Tchek Meuh Meuh - Musique et paroles Gérard Bôle du Chaumont

## Distinctions

### Théâtre
- 1982 : Premier prix du conservatoire à Besançon
- 1988 : Nomination aux Molières – Révélation théâtrale pour La Madeleine Proust en forme
- 1990 :  Nomination aux Molières pour La Madeleine Proust à Paris
- 1996 : Reprise de La Madeleine Proust en forme au Gymnase, précédé du court-métrage – Nomination aux Molières Seule en scène

### Cinéma
- 1991 : Film-documentaire La Madeleine Proust fait ses comptes, Premier prix au festival de Biarritz
- 1995 : Écrit et réalise le court-métrage L'Angèle des neiges, produit grâce à une souscription - Trois Prix du jury

### Auteur
- 1985 : Prix SACD des auteurs pour La Madeleine Proust en forme
- 2000 : Roman Le Cri du milan aux éditions JC Lattès, puis eds Sekoya, Prix Louis Pergaud
- 2010-2012 : Les Brèves de la Madeleine I, II et III
- 2013 : Roman La Madeleine Proust, une vie – Tome 1 – Quand j'étais petite - Prix André Besson (Eds Pygmalion)
- 2015 : Roman La Madeleine Proust, une vie – Tome  2 - Ma drôle de guerre (Eds Pygmalion)
- 2021 : Roman La Madeleine Proust, une vie – Tome  3 - Eds Les presses de la cité
- 2022 : Roman La Madeleine Proust, une vie – Tome  4 - Eds Les presses de la cité

La tétralogie reçoit le prix Jules Renard
- 2022 : Les Brèves de la Madeleine, éd. Sekoya
- 2023 : Roman Aurore et Samir, éd. Sekoya